# 에즈월드
《에즈월드》(영어: Eddsworld)는 에드 굴드가 만든 영국의 웹 시트콤 애니메이션, 만화와 뉴그라운즈 웹 게임을 일컫는다. 뉴그라운즈, 디비언트아트, SheezyArt, Tumblr와 BBC에 공개되었다.

## 등장인물
- 에드(Edd): 에드 굴드(영어판)[5] -> 팀 호테키엣 -> 조지 굴드
- 톰(Tom): 토마스 제임스 리지웰 ->에드 템플러
- 맷(Matt): 맷 하그리브스
- 토드(Tord): 토르 라르손[6] ->제미 스피셔 루이스
- 에드왈도(Eduardo):크리스 O.넬리 ->브록 바커
- 존(Jon)[7]:에디 볼리
- 마크(Mark):벤 루드만
- 사악한 감독(Evil Director):크리스토퍼 빙햄
- 폴(Paul): 파울 테르포르더
- 패트릭(Patryk): 파트리크 두둘레비치
- 잔타 클로스(Zanta Claws)[8]: 조시 토마
- 산타 클로스(Santa Claus): 조시 토마
- 엘(Ell)[9][10]:비키 굴드
- 타마라(Tamara)[11]: 클로에 던게이트 -> 레이첼 키키
- 마틸다(Matilda)[12]: 엘리스 앤 스테이시 -> 제니퍼 빙햄

## 역사
2012년 3월 25일 에드 굴드가 급성 림프모구 백혈병으로 사망한 후 톰스카가 "Eddsworld: Legacy"라는 제목으로 시리즈를 계속하기 위해 크라우드 펀딩 캠페인을 시작하여 에즈월드 시리즈의 새 진행자가 되었다. 하지만 Eddsworld: Legacy의 최종화에서 톰스카는 시리즈에서 하차하고, 에드가 살아있을 당시 제작 초기부터 에드의 지인이었던 맷 하그리브스와 에드 굴드의 가족에게 시리즈의 진행권을 넘길 것이라고 발표했다.
2017년 1월 1일 공식 웹사이트는 매트 하그리브즈가 만든 Eddsworld 만화 작품을 투고하고, 2020년 8월 1일 매트가 시리즈로 주도하는 "Eddsworld Beyond"라는 시즌을 시작하기 위해 새로운 단편이 공개되었다. 2021년 8월 공식 유튜브 채널의 구독자는 300만 명이 넘으며, 2012년 3월 에드가 사망할 당시 영국 코미디언 카테고리로 분류된 채널에서 구독자가 가장 많았고 영국에서 4번째로 많은 조회수를 가진 코미디언이었다.
2009년 2009년 유엔 기후 변화 회의의 주최자가 회의 개막식에서 사용한 기후 변화에 관한 에피소드를 의뢰한 사실이 알려지게 되었다.

## 시리즈 개요
| 시즌 | 시즌 | 회수      | 방송 날짜       | 방송 날짜       |
| 시즌 | 시즌 | 회수      | 시즌 시작       | 시즌 종료       |
| ---- | ---- | --------- | --------------- | --------------- |
|      | 1    | 76        | 2006년 3월 18일 | 2011년 7월 23일 |
|      | 2    | 13        | 2012년 6월 12일 | 2016년 3월 16일 |
|      | 3    | 추후 공개 | 2021년 4월 1일  | 추후 공개       |